# Лучший вратарь года CHL
Лучший вратарь года Канадской хоккейной лиги (англ. CHL Goaltender of the Year) — приз, ежегодно вручаемый лучшему вратарю CHL.

## Победители
- 2023-24  Уильям Руссо, Руэн-Норанда Хаскис (QMJHL)
- 2022-23  Натан Дарво, Викториавилл Тайгерз (QMJHL)
- 2021-22  Дилан Гаранд, Камлупс Блэйзерс (WHL)
- 2020-21 – Не вручался
- 2019-20  Дастин Вольф, Эверетт Силвертипз (WHL)
- 2018-19  Иэн Скотт, Принс-Альберт Рейдерз (WHL)
- 2017-18  Картер Харт, Эверетт Силвертипз (WHL)
- 2016-17  Майкл МакНайвен[3], Оуэн-Саунд Аттак (OHL)
- 2015-16  Картер Харт[4], Эверетт Силвертипз (WHL)
- 2014-15  Филипп Дерозье[5], Римуски Осеаник (QMJHL)
- 2013-14  Джордон Кук[6], Келоуна Рокетс (WHL)
- 2012-13  Патрик Бартошак[7], Ред-Дир Ребелз (WHL)
- 2011-12  Майкл Хаузер[8], Лондон Найтс (OHL)
- 2010-11  Дарси Кемпер[9], Ред-Дир Ребелз (WHL)
- 2009-10  Джейк Аллен[10], Дрюммонвилль Вольтижерс (QMJHL)
- 2008-09  Майк Мёрфи, Бельвиль Буллз (OHL)
- 2007-08  Чет Пикар, Трай-Сити Американс (WHL)
- 2006-07  Кэри Прайс, Трай-Сити Американс (WHL)
- 2005-06  Джастин Погги, Калгари Хитмен (WHL)
- 2004-05  Джефф Гласс, Кутеней Айс (WHL)
- 2003-04  Кэм Уорд, Ред-Дир Ребелз (WHL)
- 2002-03  Адам Руссо, Асади-Батерст Титан (QMJHL)
- 2001-02  Рэй Эмери, Су-Сент-Мари Грейхаундз (OHL)
- 2000-01  Дэн Блэкбёрн, Кутеней Айс (WHL)
- 1999-00  Эндрю Рэйкрофт, Кингстон Фронтенакс (OHL)
- 1998-99  Коди Рудковски, Сиэтл Тандербёрдз (WHL)
- 1997-98  Мэтью Гарон, Викториавилл Тайгерз (QMJHL)
- 1996-97  Марк Дени, Шикутими Сагенинс (QMJHL)
- 1995-96  Фредерик Дешене, Гранби Предаторз (QMJHL)
- 1994-95  Мартин Бирон, Бьюпорт Харфэнгз (QMJHL)
- 1993-94  Норм Маракл, Саскатун Блейдз (WHL)
- 1992-93  Жослен Тибо, Шербрук Кэсторс (QMJHL)
- 1991-92  Кори Хирш, Камлупс Блэйзерс (WHL)
- 1990-91  Феликс Потвен, Шикутими Сагенинс (QMJHL)
- 1989-90  Тревор Кидд, Брэндон Уит Кингз (WHL)
- 1988-89  Стефан Фисе, Викториавилл Тайгерз (QMJHL)
- 1987-88  Стефан Борегар, Сен-Жан Линкс (QMJHL)